# Hardeeville
Hardeeville es una ciudad ubicada en el condado de Jasper en el estado estadounidense de Carolina del Sur. La ciudad en el año 2000 tiene una población de 1.793 habitantes en una superficie de 11.1 km², con una densidad poblacional de 162.1 personas por km². Hardeeville está incluido dentro de la Hilton Head Island - Beaufort.

## Geografía
Hardeeville se encuentra ubicada en las coordenadas 32°17′2″N 81°4′43″O / 32.28389, -81.07861. Según la Oficina del Censo, la ciudad tiene un área total de 11,1 km² (4,3 mi²), de la cual 11,1 km² (4,3 mi²) es tierra y 0 km² (0 mi²) es agua.

## Demografía
En el 2000 la renta per cápita promedia del hogar era de $28.977, y el ingreso promedio para una familia era de $31.625. El ingreso per cápita para la localidad era de $11.795. En 2000 los hombres tenían un ingreso per cápita de $25.417 contra $20.781 para las mujeres. Alrededor del 31.80% de la población estaba bajo el umbral de pobreza nacional. 

### Localidades adyacentes
El siguiente diagrama muestra a las localidades en un radio de 24 kilómetros (14,9 mi) de Hardeeville.